# Борщаговка (станция)
Борщаго́вка — узловая станция Киевского железнодорожного узла Юго-Западной железной дороги, расположенная рядом с одноимённым массивом Киева на проспекте, соединяющим Борщаговку с центром города.
Станция расположена на пересечении линии Киев — Коростень и Северного полукольца. К станции примыкает ветка на грузовую станцию Грушки. Соседняя станция в направлении Коростеня — Святошин, в направлении Киева-Пассажирского непосредственно примыкает станция Борщаговка-Техническая; на Северном полукольце соседние станции — Киев-Волынский и Почайна, остановочный пункт — Рубежовский. В пределах пешей доступности расположен остановочный пункт Алмаз.
Через станцию Борщаговка проходят все пригородные поезда Коростеньского направления (на Ирпень, Бородянку, Тетерев, Малин, Коростень), кроме поездов, следующих от ст. Святошин на Фастовское направление (они следуют через Алмаз). Для многих поездов Тетеревского направления станция Борщаговка является конечной.
Через станцию проходит маршрут городской электрички.
На станции можно пересесть на линию скоростного трамвая (остановка «Семьи Сосниных»), проходящую через весь жилой массив Борщаговка, а также через Отрадный и Шулявку.
Адрес станционного поста: г. Киев, Жмеринский переулок, 2.